# Norimono Man Mobile Land no Car-kun
Norimono Man Mobile Land no Car-kun (のりものまん モービルランドのカークン Norimono Man Mobiru Rando no Ka-kun?) es un proyecto multimedia para niños de Aniplex y Sony Music Entertainment Japan. Una adaptación a manga comenzó a serializarse en la revista Mebae de Shōgakukan el 1 de abril de 2020. Una serie de televisión de anime original producida por CloverWorks se transmitió del 2 de abril de 2020 al 24 de marzo de 2022.

## Trama
Car-kun es un deportivo rojo que trabaja como repartidor en la isla Mobile Land. Durante sus entregas, obedece las normas de tráfico y se encuentra con todo tipo de amigos. 

## Caracteres
Car-kun (カークン?)
 Seiyū: Ayahi Takagaki
Kyū-chan (キューちゃん?)
 Seiyū: Yuka Maruyama
Pappon (パッポン?)
 Seiyū: Junji Majima
Purin-chan (プリンちゃん?)
 Seiyū: Sakura Tange
Pump (ポンプ?)
 Seiyū: Nobuyuki Hiyama
Daston (ダストン?)
 Seiyū: Wasabi Mizuta
Oyassan (おやっさん?)
 Seiyū: Tesshō Genda
Sabibi (サビビー?)
 Seiyū: Show Hayami
DJ Navi (DJナビ?)
 Seiyū: Setsuji Satō

## Contenido de la obra

### Manga
Una adaptación a manga comenzó a serializarse en la revista Mebae de Shōgakukan desde el 1 de abril de 2020.

### Anime
Aniplex y Sony Music Entertainment Japan anunciaron la serie de anime para este proyecto el 3 de marzo de 2020. Está dirigida por Shinobu Sasaki y producida por Taito Itō, con Toshiya Ōno escribiendo los guiones. Himu Ashitazu redacta los diseños de personajes originales, con Hiromi Ogata adaptando esos diseños de personajes para la animación. Cher Watanabe está componiendo la música de la serie, mientras que Kisuke Koizumi es el director de sonido. La serie está animada por CloverWorks y se emitió en el canal educativo NHK Educational TV de NHK desde el 2 de abril de 2020 hasta el 24 de marzo de 2022, contando con un total de 104 episodios.